# Foulatari
Foulatari este o comună rurală din departamentul Maine-Soroa, regiunea Diffa, Niger, cu o populație de 3.007 locuitori (2001).